# Résolution 859 du Conseil de sécurité des Nations unies
Membres permanents
- Chine
- États-Unis
- France
- Royaume-Uni
- Russie

Membres non permanents
- Brésil
- Cap-Vert
- Djibouti
- Espagne
- Hongrie
- Japon
- Maroc
- Nouvelle-Zélande
- Pakistan
- Venezuela

Résolution no 858 Résolution no 860
La résolution 859 du Conseil de sécurité des Nations unies, adoptée à l'unanimité le 24 août 1993, après avoir rappelé toutes les résolutions sur la situation en Bosnie-Herzégovine, a noté que, malgré toutes les résolutions précédentes du Conseil de sécurité depuis la résolution 713 (1991), la région était toujours un théâtre des hostilités et les résolutions précédentes ont été peu respectées, notamment de la part de la partie serbe de Bosnie.
Tous les crimes de guerre et violations du droit international humanitaire ont été condamnés et des préoccupations ont été exprimées face à la détérioration de la situation à Mostar en particulier. Le Conseil a annoncé sa détermination à soutenir les efforts de la Force de protection des Nations unies (FORPRONU) et du Haut Commissariat des Nations unies pour les réfugiés (HCR) pour continuer à fournir une aide humanitaire à la population civile.
Le siège de Sarajevo, de Mostar et d'autres villes a suscité l'inquiétude du Conseil, qui a condamné la perturbation des services publics par la partie serbe de Bosnie en particulier, appelant toutes les parties à les rétablir. Le Conseil de sécurité a réaffirmé qu'il était inacceptable d'acquérir des territoires par la force et le nettoyage ethnique, soulignant que la fin des hostilités en Bosnie-Herzégovine est nécessaire pour réaliser des progrès significatifs dans le processus de paix. La résolution déterminant que la situation en Bosnie-Herzégovine continue de constituer une menace pour la paix et la sécurité internationales, les mesures prises dans ce pays seraient adoptées en vertu du Chapitre VII de la Charte des Nations unies.
Le Conseil de sécurité a appelé à ce qu'une solution soit trouvée lors des pourparlers de paix à Genève, en Suisse, et à un cessez-le-feu immédiat en Bosnie-Herzégovine. Des demandes d'aide sans restriction, de nourriture, d'eau, d'électricité, de carburant et de communications ont été faites en plus du respect du personnel de la FORPRONU et du HCR. Parallèlement, le secrétaire général Boutros Boutros-Ghali avait indiqué qu'un appui aérien à la FORPRONU était désormais disponible.
Le Conseil a réitéré qu'une solution au conflit doit être conforme à la Charte des Nations unies et aux principes du droit international et a confirmé dans ce contexte: 
a) la souveraineté, l'intégrité territoriale et l'indépendance politique de la Bosnie-Herzégovine ;
b) le fait que ni un changement dans le nom du pays ni des changements dans son organisation interne n'affectent l'adhésion à l'Organisation des Nations unies ;
c) les principes adoptés par la Conférence internationale de Londres sur l'ex-Yougoslavie, concernant la fin des hostilités, le retour des réfugiés et l'indemnisation ;
d) le droit de toutes les personnes déplacées de rentrer chez elles ;
e) la préservation de Sarajevo en tant que centre multiculturel, multiethnique et plurireligieux.
Le Conseil de sécurité a rappelé que les personnes seraient tenues individuellement responsables de crimes de guerre et de violations du droit humanitaire et de sa décision dans la résolution 827 visant à créer le Tribunal pénal international pour l'ex-Yougoslavie. La Conseil se déclare prêt à assister les parties dans la mise en œuvre d'un règlement une fois qu'il aura été convenu.

## Voir également
- Génocide bosniaque
- Guerre de Bosnie-Herzégovine
- Dislocation de la Yougoslavie
- Guerres de Yougoslavie